# 아소 신사

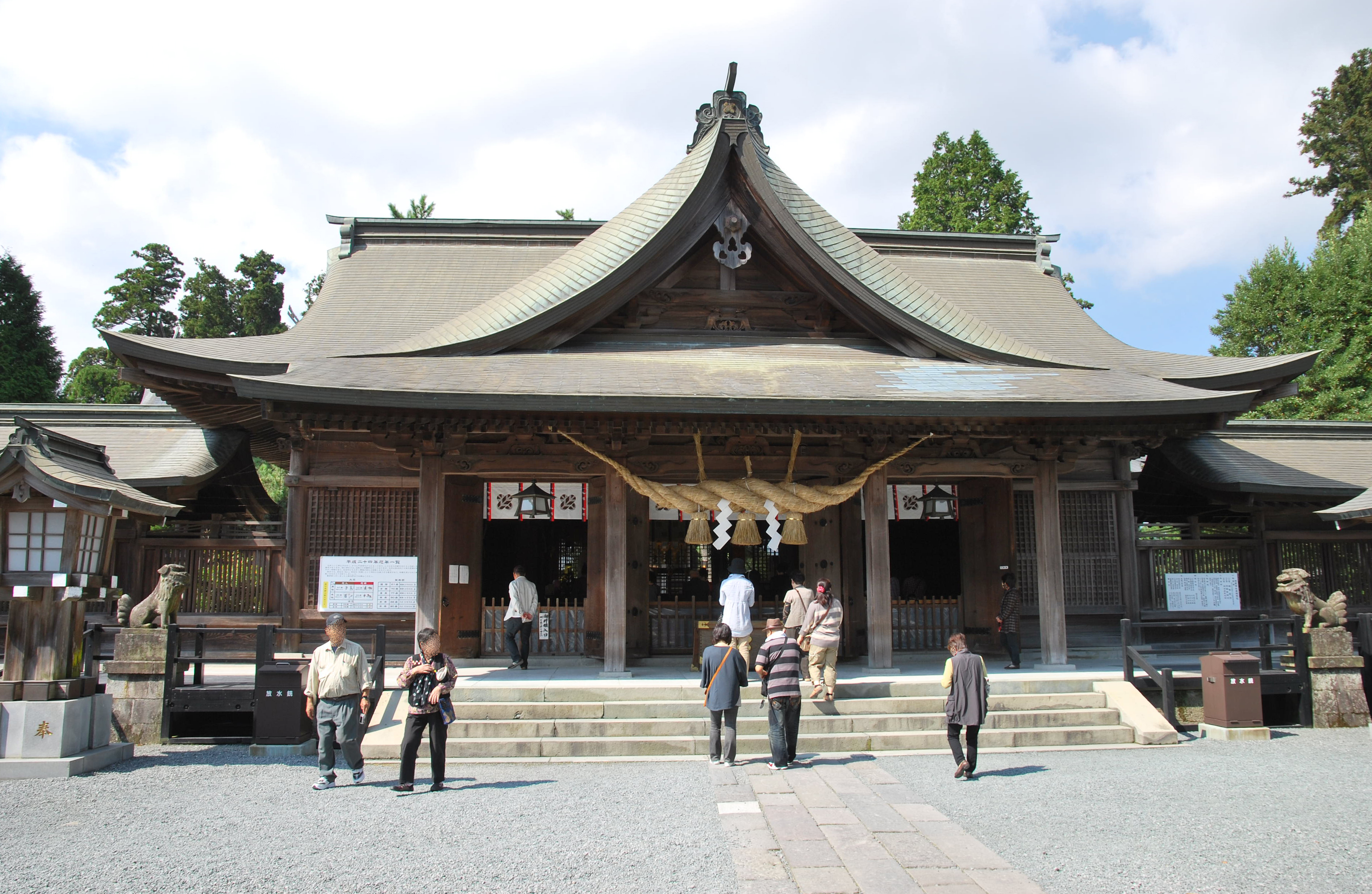
아소신사

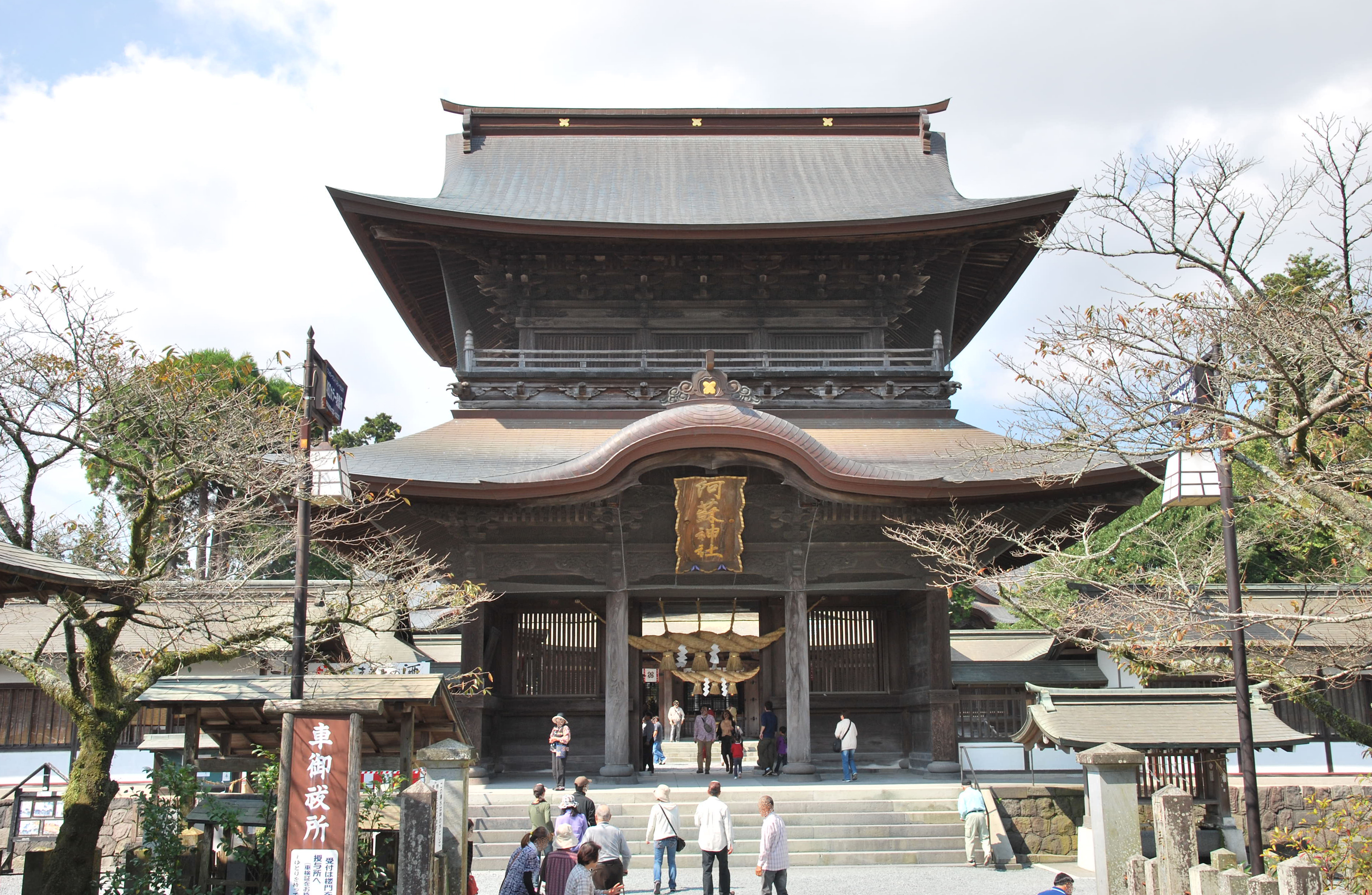
누문

아소신사(阿蘇神社)는 구마모토현 아소시에 있는 신사이다. 式内社(名神大社), 히고국 이치노미야(一宮)이다. 근대사격제도(近代社格制度)에서는 관폐대사(官幣大社)로 현재는 신사 본청의 별표신사(別表神社)이다. 전국에 약 450개 있는 아소신사의 총본사이다. 옛날에는 ‘阿蘓神社’(아소신사)라고 적혀 있었고, 현재도 명패가 존재한다. 고대의 유력 가문인 아소씨가 현재도 대궁사를 맡아 현재의 대궁사는 아소 오사무다카시(阿蘓治隆)이다.

## 개요
구마모토현 북동쪽, 아소산의 북쪽 기슭에 자리 잡고 있다. 전국적으로도 드문 횡참도이며, 참도의 남쪽에는 아소 화구, 북쪽으로는 고쿠조 신사(国造神社)가 자리 잡고 있다. 중세 전국 시대에 히고국 중부에서 세력을 과시했던 아소씨와 관련이 깊은 신사이다.

## 제신
다음 12위의 신을 모시고, 아소 십이명신(阿蘇十二明神)이라고 부른다.

### 제1신전(오른손, 모두 남신)
- 이치노미야(一宮) : 다케이와타쓰노미코토 (健磐龍命) - 제1대 진무천황의 손자
- 산노미야(三宮) : 국룡신(國龍神) - 니노미야(二宮)의 아버지. 진무천황의 아들로, 고사기(古事記)에서는 히꼬야이노미코토(日子八井命)로 기재
- 고노미야(五宮) : 彦御子神 - 이치노미야의 손자
- 나나미야(七宮) : 新彦神 - 산노미야의 아들
- 큐미야(九宮) : 若彦神 - 나나미야의 아들

### 제2신전(왼손, 모두 여신)
- 니노미야(二宮) : 阿蘇都比咩命 - 이치노미야의 비
- 시노미야(四宮) : 比咩御子神 - 산노미야의 비
- 로크미야(六宮) : 若比咩神 - 고노미야의 비
- 하찌미야(八宮) : 新比咩神 - 나나미야의 딸
- 주미야(十宮) : 彌比咩神 - 나나미야의 비

### 제신전(가장 깊은 곳, 모두 남신)
- 주이치미야(十一宮) : 國造速瓶玉神 - 이치노미야의 아들. 阿蘇国造의 조부
- 주니미야(十二宮) : 이치노미야의 숙부. 제2대 스이제이 천황을 가리킨다.

## 기타
전국 식내사(全国 式内社) 제신 3,132좌